# Andre Makarakiza
Andre Makarakiza (ur. 1919, zm. 17 kwietnia 2004) – duchowny katolicki Burundi.
Przyjął święcenia kapłańskie 16 sierpnia 1951; należał do Zgromadzenia Misjonarzy Afryki (M. Afr., tzw. Biali Ojcowie). W sierpniu 1961 został mianowany biskupem Ngozi, przyjął sakrę biskupią 8 grudnia 1961 z rąk Josepha Martina (M. Afr.), biskupa francuskiego działającego w Afryce.
5 sierpnia 1968 został promowany na arcybiskupa Gitegi; zrezygnował z tej funkcji w listopadzie 1982.